# Coptodactyla storeyi
Coptodactyla storeyi är en skalbaggsart som beskrevs av Reid 2000. Coptodactyla storeyi ingår i släktet Coptodactyla och familjen bladhorningar. Inga underarter finns listade i Catalogue of Life.